# Castrul roman de la Călugăreni
Castrul roman de la Călugăreni, județul Mureș, este înscris pe 
lista monumentelor istorice din județul Mureș elaborată de Ministerul Culturii și Patrimoniului Național din România în anul 2010 (cod MS-I-m-B-15354.01).

## Locație
Castrul este situat la periferia nord-vestică a satului modern Călugăreni, pe malul sudic al râului Niraj, la o altitudine de aproximativ 445 m deasupra nivelului mării. În antichitate, el se afla în provincia Dacia Superior pe drumul limes-ului estic dintre castrele Brâncovenești în nord și Sărățeni în sud-est. Folosind un lanț de turnuri de observare și exploatând barierele naturale ale munților de lângă Gurghiu și subcarpații Târnavei Mici, garnizoana avea sarcina de a asigura valea superioară a Nirajului și valea Săcădat prin care drumurile folosite din vremurile preromane conduceau în Barbaricum.

## Istoria cercetărilor
Castrul a fost descris pentru prima oară la începutul secolului al XVIII-lea de Luigi Ferdinando Marsigli care a fost și primul care a realizat o hartă topografică. La sfârșitul secolului al XVIII-lea și la începutul secolului al XIX-lea (1733, 1778, 1787, 1830 și 1842), site-ul a fost menționat în mod repetat în mai multe ziare. Prima informație despre săpăturile din această zonă a fost publicată de Károly Benkő 1868. De asemenea, el a menționat pentru prima dată, cel puțin la jumătatea distanței corecte, dimensiunea fortului cu 170 de pași de 150 de pași. În același an, Balázs Orbán a măsurat zona și a venit de 210 de ori 160 de pași dar a subliniat în mod explicit colțurile rotunjite cu turnuri și două porți. Primele săpături, documentate cel puțin sumar de F. Deák, au avut loc în 1878 sub conducerea lui F. Kovács. În timpul acestor săpături au fost găsite părți ale porta principale sinistra (poarta din stânga). În plus, la o adâncime de doi metri au fost descoperite un leu șezând din calcar de aproximativ un metru lungime și o inscripție fragmentară. Oamenii de știință de la sfârșitul secolului al XIX-lea au publicat în principal datele deja publicate sau au adăugat detalii mai mici.
Publicațiile din prima jumătate a secolului XX s-au ocupat în principal de istoria Daciei Romane și a istoriei militare a regiunii precum și de drumul de legătură cunoscut sub numele de Drumul lui Traian și, mai presus de toate, cu o clădire încă vizibilă la acea vreme care a fost interpretată ca terme. În acel moment, s-a presupus că canalele care leagă termele cu râul Niraj au fost de asemenea folosite pentru a scurge apa din terme. În timpul explorării limes-ului estic în 1942, István Paulovici a vizitat Călugăreni și, pe baza observațiilor sale precise pe câmp, a realizat un plan exact de topografie al sitului. Primele cercetări arheologice sistematice ale amplasamentului militar au fost efectuate în 1961 de către Dumitru Protase. Cele mai multe dintre celelalte publicații până la sfârșitul secolului XX s-au bazat pe cunoștințele existente, fără a adăuga nimic nou. Acest lucru nu sa schimbat pana in 2004, când Nicoleta Man a început cercetarile sale care au durat mai mulți ani (vezi literatura si link-urile de mai jos).
Între anii 2013 - 2015, o echipă de cercetare interdisciplinară, coordonată de Institutul Winckelmann de la Universitatea Humboldt din Berlin, Universitatea din Köln, Universitatea din Pécs, Universitatea de Tehnologie și Economie din Budapesta, Universitatea "Eötvös Loránd" Budapesta, Universitatea de Științe Aplicate din Erfurt, Universitatea "Babeș-Bolyai" din Cluj și Universitatea "Petru Maior" au investigat zona Călugăreni ca parte a unui program intensiv Erasmus. Investigații arheologice geofizice și de teren au fost efectuate de Institutul Winckelmann pentru a clarifica structurile importante ale așezării și construcțiile.
Între timp, castrul și zona vicus-ului precum și termele au fost plasate sub protecție monumentală. Începând cu anul 2008 au fost realizate și se desfășoară diverse proiecte în cadrul cooperării internaționale pentru cercetarea, conservarea și prezentarea monumentelor de pe frontiera de est a Daciei Romane în domeniile arheologie aeriană, geofizică, istorie de construcție, topografie și săpături de cercetare sistematice la garnizoana romană din acest site.

## Descoperiri
Fortul Călugăreni avea un perimetru dreptunghiular de 163 m pe 141 m (echivalentul a 2,3 hectare) și era înconjurat de un sistem de zid și șanț triplu. Au fost identificate două faze de construcție. La început tabăra militară a fost construită având o sctructură de pământ și lemn iar ulterior zidul defensiv a fost înlocuit cu un zid de piatră. Fațada praetorică a fost orientată spre est, spre granița care dă spre Carpați. Drumul care duce de la vest a înconjurat fortul de pe latura de nord și trebuie să fi condus în continuare spre est. În interiorul taberei ar putea fi determinate trăsăturile geofizice ale principiei (clădirea personalului), praetorium (reședința comandantului), un horreum (clădire de depozitare) și diferite barăci ale echipajului. În timpul săpăturilor din 2004 s-au descoperit șase contubernii a uneia dintre aceste barăci. Așezarea civilă, vicus-ul, s-a extins la vest de fortăreață. Casele de bârne construite și paralele erau îndreptate spre strada principală care provenea din interiorul provinciei. Drumul principal a fost traversat în zona vicus cu trei drumuri laterale mai mici care conduc spre nord spre cursul râului Niraj. Pe una dintre aceste străzi laterale, unde se apropia de pârâu, s-au găsit structuri masive de construcție, identificate ca terme.
Pe baza rezultatelor prospecțiunii geofizice, în 2013 au fost finalizate trei secțiuni de excavare în zonele principiului, vicus și pârâu. În principia au fost excavate trei camere din spate și din spate ale bazilicii. Cea mai mare dintre cele trei încăperi avea o podea de mortar solid și un perete spate apsidal, astfel încât să poată fi abordat ca un sanctuar de pavilion. Straturile de foc au fost găsite în bazilică și au fost descoperite mai multe descoperiri, inclusiv părți de armură de scară și o scală, precum și o lampă de fier. O clădire mai mare, a cărei funcție a rămas neclară, pare să se fi aflat la intersecția principală și una dintre străzile laterale. În special datorită unor descoperiri de înaltă calitate, cum ar fi fragmente de terra sigillata, fragmente de vase și ferestre din sticlă, o parte a unui inel de chihlimbar, un inel de sticlă și fragmente de teracotă, această zonă pare să fi fost o zonă rezidențială remarcabilă în vicus. Cea de-a treia tăiere în zona curentului a avut drept scop să clarifice dacă clădirea chiar era termele vicusului. Suprafața descoperă, inclusiv fragmente de cărămizi de hypocaust, au dat naștere la această suspiciune. Această ipoteză poate fi confirmată prin sondare în timpul căreia s-au găsit numeroși stâlpi ai unui sistem de hipocal și niște tegulae mammatae (gresie folosită în băi).
Excavațiile din aceste zone au continuat în 2015. În principiu a fost identificată o clădire din lemn predecesoare, astfel că există cu siguranță cel puțin două faze de construcție. Au fost din nou numeroase descoperiri mici în straturi de resturi deasupra clădirii mai noi, inclusiv o cătușă de fier rară și multe piese de echipament militar din bronz și din fier. În zona vicus-ului complexul de clădiri a fost investigat în continuare. Au fost găsite din nou zonele de pietriș de râu din structuri diferite care au fost găsite deja în 2013. Au margini drepte și sunt aranjate unghi drept unele de altele. Nu este încă clar dacă acestea sunt etaje interne sau orizonturi externe de rulare. Clădirile au fost construite din lemn cu acoperișuri din materiale organice. În terme s-au descoperit alte încăperi, dintre care unele aveau hipocaust. Fragmente de tencuială de perete au confirmat pictura colorată de odiniară a zidurilor.

## Garnizoana
Trupele aflate la Călugăreni erau vexillationes (detașamente) din
- Legiunea XIII Gemina,
- Cohors I Alpinorum equitata și
- Cohors I Augusta Ituraeorum.

În plus, se suspectează că Cohors I Ubiorum equitata a cantonat de asemenea în acest fort.

## Prezentarea și protejarea monumentelor istorice
În anul 2015, prin cooperarea dintre autoritățile locale și regionale, a fost posibilă încetarea utilizării agricole pe câteva hectare de teren agricol și demararea proiectării unui parc arheologic, Parcul Arheologic de la Călugăreni. Muzeul Județean Mureș gestionează acest parc. De la inaugurare, panourile de informare au informat vizitatorii cu privire la principalele caracteristici ale site-ului și, începând cu anul 2016, două clădiri din lemn cunoscute sub denumirea de Pavilioane Time Box găzduiesc o expoziție permanentă.